# Ermita de Sant Josep (Albaida)
L'ermita de Sant Josep és una ermita situada al carrer de Sant Felip Neri, 19, en el municipi d'Albaida. És un Bé de Rellevància Local amb identificador nombre 46.24.006-015.

## Història
Va ser edificada en 1913.
A inicis del segle xxi, es desenvolupa en ella culte de forma ocasional.

## Descripció
Es troba al carrer de Sant Felip Neri, alineada amb les altres construccions -en general, habitatges- d'aquesta. Està envoltada per altres edificis, llevat de per la seua façana al carrer esmentat, en la qual disposa d'una vorera d'escassa amplitud.
La façana acaba en frontó triangular en el centre del qual es troba un ampli òcul amb faixó de maons vermells. La cornisa està rematada amb adorns piramidals de pedra i -al centre- una creu del mateix material, però no posseeix espadanya. La porta d'accés, amb un graó, és de bona grandària, amb llindar i amb un timpà de mig punt tancat per un ventall de forja. Tant la porta com l'òcul que hi ha a sobre sobre d'ella, s'envolten d'un faixó de maons vermells, el mateix material que forma el sòcol de la façana i l'òcul del frontó. A la dreta de la porta hi ha un fanal de ferro. Sobre la porta hi ha una petita làpida amb el nom del sant titular i la data de construcció de l'edifici. La teulada és de teules a dues aigües.
L'interior és elegant i senzill. Està cobert amb sostre pla, vorejat per escòcia. Els seus paraments estan recorreguts per un arrimader de textura marmòria, entre pilastres acanalades amb capitells jònics. L'altar major es troba en la testera i està flanquejat per dues portes que s'obren a la sagristia. El retaule és barroc i en el nínxol central es troba una petita imatge de San Josep amb el Nen.